# Jerry Stahl
Jerry Stahl (født 28. september 1953 i Pittsburgh, Pennsylvania i USA) er en amerikansk forfatter og manuskriptforfatter, der er bedst kendt for sine erindringer og bogen Permanent Midnight. En filmatisering af den blevet lavet Ben Stiller i hovedrollen og Owen Wilson i en mindre rolle.
Stahl har arbejdet meget med film og tv. Han har en datter ved navn Stella, som er en senior på Northwestern University og studerer teater og politisk videnskab.